# Esquirol volador de la Xina septentrional
L'esquirol volador de la Xina septentrional (Aeretes melanopterus) és un esquirol volador endèmic de la Xina.

## Taxonomia
Actualment, els experts reconeixen dues subespècies d'esquirol volador de la Xina septentrional:
- A. m. melanopterus Milne-Edwards, 1867 (Hebei)
- A. m. szechuanensis Wang, Tu i Wang, 1966 (Sichuan central i nord-oriental i Gansu meridional)

## Descripció
El cos de l'esquirol volador de la Xina septentrional mesura 27,5-35,5 cm de llargada i la cua fa 33-35,6 cm. Els pèls del dors, breus, peluts i suaus, són de color marró clar uniforme, amb la base gris pissarra. Els pèls dels flancs tenen les extremitats groguenques. Les regions inferiors són de color variable del grisenc al camussa, a excepció de la gola i de la part posterior de la superfície ventral, que són blanquinoses. El patagi és marró fosc i el cap és generalment de color més clar i més gris que el dors. La cua, peluda i clarament aplanada, és de color gris-camussa amb la punta negra.

## Distribució i hàbitat
L'esquirol volador de la Xina septentrional viu només en dues petites àrees del país, una a prop de Pequín, a la província de Hebei (Xina nord-oriental), l'altra al llarg del límit entre el Gansu meridional i Sichuan. Viu als boscos de muntanya, des del nivell del mar fins a 3.000 msnm.

## Biologia
Aquest esquirol volador de mida mitjana es distingeix dels altres membres de la família en l'estructura de les incisives superiors, que són amples i amb un spñc central a la superfície frontal. La peculiar estructura de les dents permet hipotetitzar que els costums alimentaris i la biologia de A. melanopterus són lleugerament diferents dels dels altres esquirols voladors. D'altra banda, l'únic que se sap amb certesa sobre la biologia d'aquest animal és que habita els boscos.

## Conservació
A causa de la desforestació, els experts xinesos consideren que l'esquirol volador de la Xina septentrional ha esdevingut un animal rar. La UICN el classifica com a espècie gairebé amenaçada.